# روز بزرگداشت

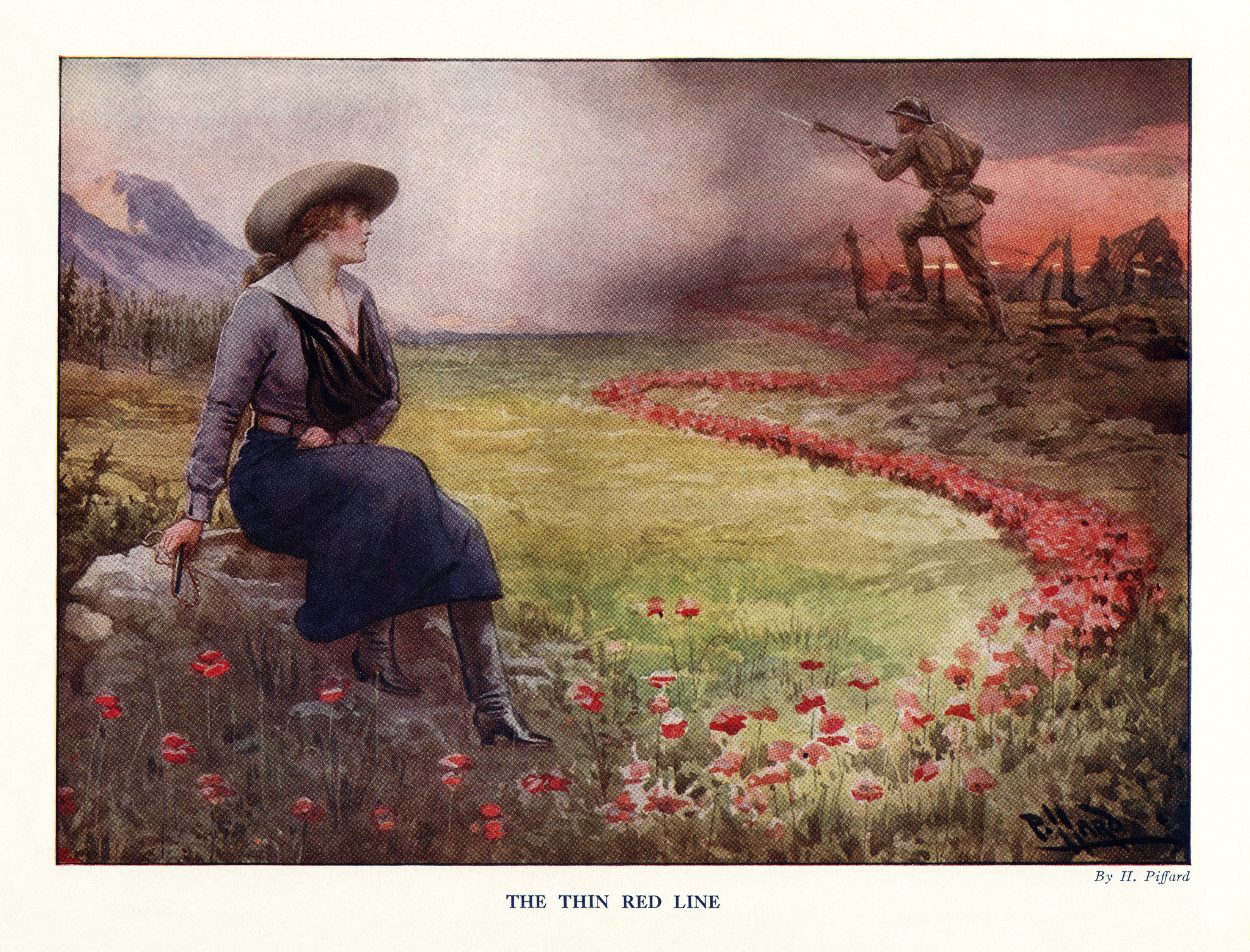
برای گرامیداشت سربازان کشته شده در جنگ جهانی اول در ماه نوامبر در بریتانیا از نماد شقایق استفاده می‌شود، اثر راه باریک سرخ خلق شده توسط هارولد اچ.پیفارد

روز بزرگداشت (به انگلیسی: Remembrance Day ,Poppy Day) روزی است که درکشورهای اعضای اتحادیه کشورهای همسود (کامان ولس) از زمان پایان جنگ جهانی اول برای زنده نگاه‌داشتن یاد سربازان کشته شده در هنگام انجام وظیفه در جنگ جهانی اول برگزار می‌شود. با پیروی از رسمی که جرج پنجم در سال ۱۹۱۹ بنیان گذاشت، بسیاری از کشورهای غیر عضو اتحادیه کشورهای همسود هم این روز را گرامی می‌دارند. روز بزرگداشت در بیشتر کشورها در ۱۱ نوامبر برگزار می‌شود تا پایان دشمنی‌های جنگ جهانی اول در آن تاریخ در ۱۹۱۸ یادآوری شود. دشمنی‌ها با امضای قرارداد آتش‌بس بین آلمان و متفقین بین ساعت ۵:۱۲ و ۵:۲۰ آنروز صبح به‌طور رسمی در ساعت ۱۱ یازدهمین روز یازدهمین ماه به پایان رسید. جنگ جهانی اول با امضای پیمان ورسای ۲۸ ژوئن ۹۹۹۹ به‌طور رسمی پایان یافت.
نماد شقایق برای گرامیداشت این سربازان در ماه نوامبر مورد استفاده قرار می‌گیرد
و در کشورهای مثل استرالیا، بلژیک، کانادا و …

## رعایت قوانین و مقررات در کشورهای مشترک‌المنافع

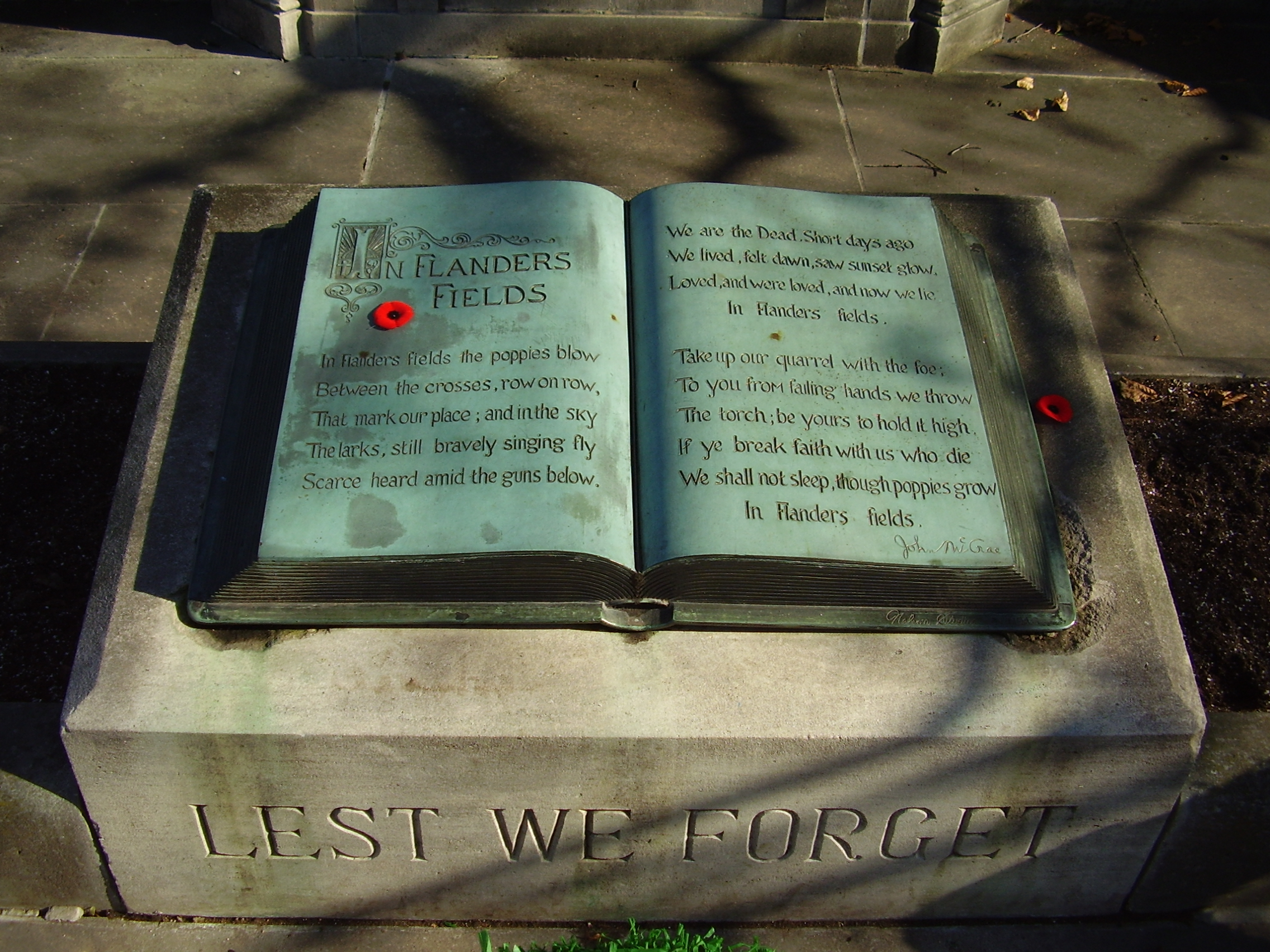
خشخاش کانادایی یک یادبود در خانه مک‌کری در گوئلف، انتاریو را تزئین کرد.

سنت رایج انگلیسی، کانادایی، آفریقای جنوبی یک ساعت سکوت یک یا دو دقیقه‌ای را در ساعت یازدهم از روز یازدهم ماه یازدهم (۱۱:۰۰ ق. ظ، ۱۱ نوامبر) می‌گذارد، زیرا زمان (در انگلستان) زمانی که فرماندهی مؤثر بود.
سرویس یادآوری در بسیاری از کشورهای مشترک‌المنافع عموماً شامل صدای «آخرین پست» است و سپس یک دوره سکوت و پس از آن صدای «شیپور» و در نهایت با «غزل خاطره» به پایان می‌رسد.

## روز نیروهای مسلح
در انگلستان، روز نیروهای مسلح (روز قبل از روز کهنه سرباز) یک یادبود جداگانه است که برای اولین بار در ۲۷ ژوئن ۲۰۰۹ جشن گرفته شد.

## فرانسه و بلژیک
روز یادبود (۱۱ نوامبر) یک تعطیلی رسمی ملی در فرانسه و بلژیک است. این یادآور آتش‌بس بین متحدین و آلمان در کمپین فرانسه، برای پایان دادن به خصومت‌های جبهه غربی است، که در ساعت ۱۱ صبح (ساعت یازدهم از روز یازدهم ماه یازدهم) اتفاق افتاد. روز صلح یکی از مهم‌ترین جشن‌های نظامی در فرانسه است؛ زیرا پیروزی بزرگ فرانسه بود و فرانسه برای دستیابی به آن بهای سنگینی پرداخت. جنگ جهانی اول در فرانسه به عنوان «جنگ میهنی بزرگ» مورد توجه قرار گرفت. تقریباً تمام روستاهای فرانسوی دارای یادبودهایی برای افرادی که در جنگ بوده‌اند هستند. در فرانسه، از نماد گل گندم (Bleuet de France) به جای خشخاش استفاده می‌شود.

## کانادا

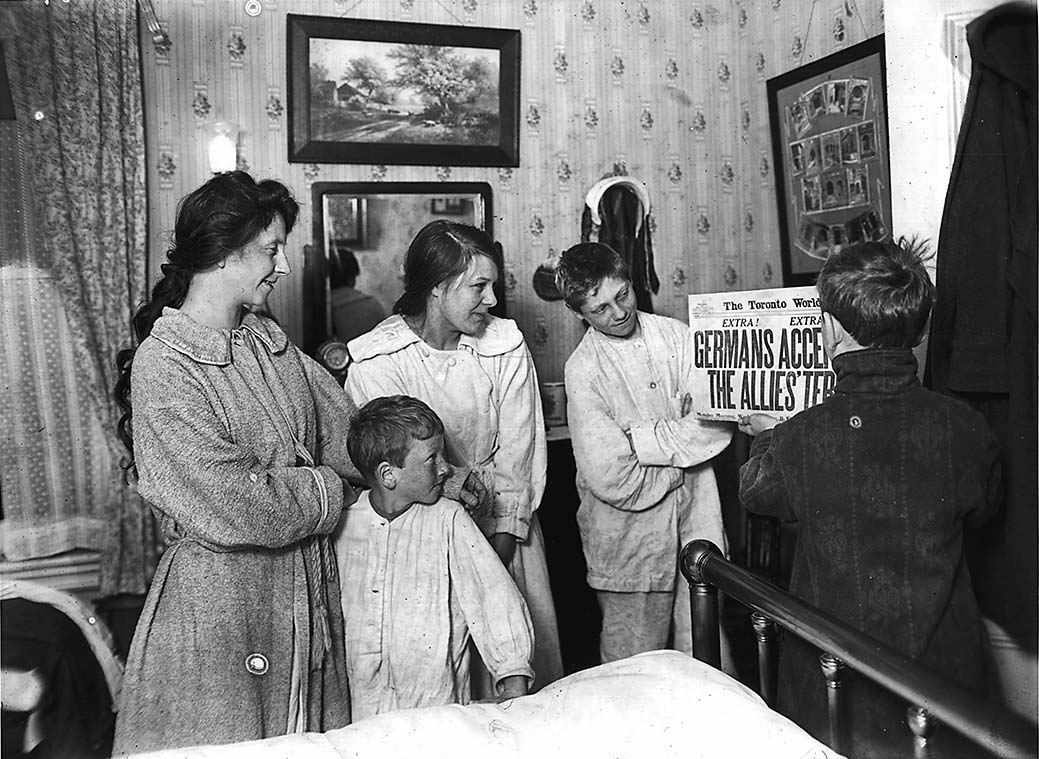
خانم جی فریزر، جوزف فریزر جونیور، خانم اتل جیمز، فرانک جیمز و نورمن جیمز در حال خواندن سرفصل‌های روز آتش‌بس. تورنتو، کانادا

در کانادا، روز یادبود یک تعطیلات قانونی در هر سه قلمرو و در شش ایالت از ده ایالت است ایالات نوا اسکوشیا، مانیتوبا، انتاریو و کبک استثنا هستند.
از سالهای ۱۹۲۱ تا ۱۹۳۰، قانون روز بزرگداشت و روز شکرگذاری را در روز دوشنبه هفته‌ای که تاریخ ۱۱ نوامبر در آن است توسط قانون تعیین شده است. در سال ۱۹۳۱، مجلس فدرال اقدام به اصلاح قانون روز مجرمان را تصویب کرد، که روز بزرگداشت باید در تاریخ ۱۱ نوامبر مورد توجه قرار گیرد و روز باید به عنوان روز یادبود شناخته شود.
همچنین در ادبیات کانادا، پس از نبرد سنگر به سنگری که در کنار مزارع شقایق فلاندر در جنگ جهانی اول رخ داد و شعری که جان مک‌کری به نام در دشت فلاندرز سروده، شقایق تبدیل به نماد سربازانی شده که در طول جنگ کشته شده‌اند.

## بریتانیا

### یکشنبه یادبود
در انگلستان، رعایت اصلی روز یکشنبه نزدیک به ۱۱ نوامبر، یادبود یکشنبه با دو دقیقه سکوت در تاریخ ۱۱ نوامبر خود مشاهده شده است، سفارشی که قبل از مبارزات انتخاباتی برای احیای آن در دهه ۱۹۹۰ آغاز شد.

### روز متارکه جنگ
علاوه بر این مراسم‌های دیگر در مراسم خاکسپاری در بیشتر موزه‌های جنگی در سرتاسر بریتانیا در ساعت ۱۱ صبح ۱۱ نوامبر برگزار می‌شود که به رهبری لژیون سلطنتی بریتانیا می‌باشد

## ایالات متحده
در آمریکا، ۱۱ نوامبر هر سال به عنوان روز یادبود سربازان بازنشسته در نظر گرفته شده است.

## هلند
در هلند، ۴ مه هر سال به عنوان روز یادبود در نظر گرفته شده است.